# جوزيف بيسارسكي
جوزيف بيسارسكي (بالبولندية: Józef Pisarski)‏ (15 يونيو 1913 – 8 ديسمبر 1986) هو ملاكم بولندي راحل، مثّل بلاده في الألعاب الأولمبية الصيفية 1936.

## روابط خارجية
جوزيف بيسارسكي على موقع أوليمبيديا (الإنجليزية)
- جوزيف بيسارسكي على موقع اللجنة الأولمبية البولندية (مؤرشف) (البولندية)